# 完全試合

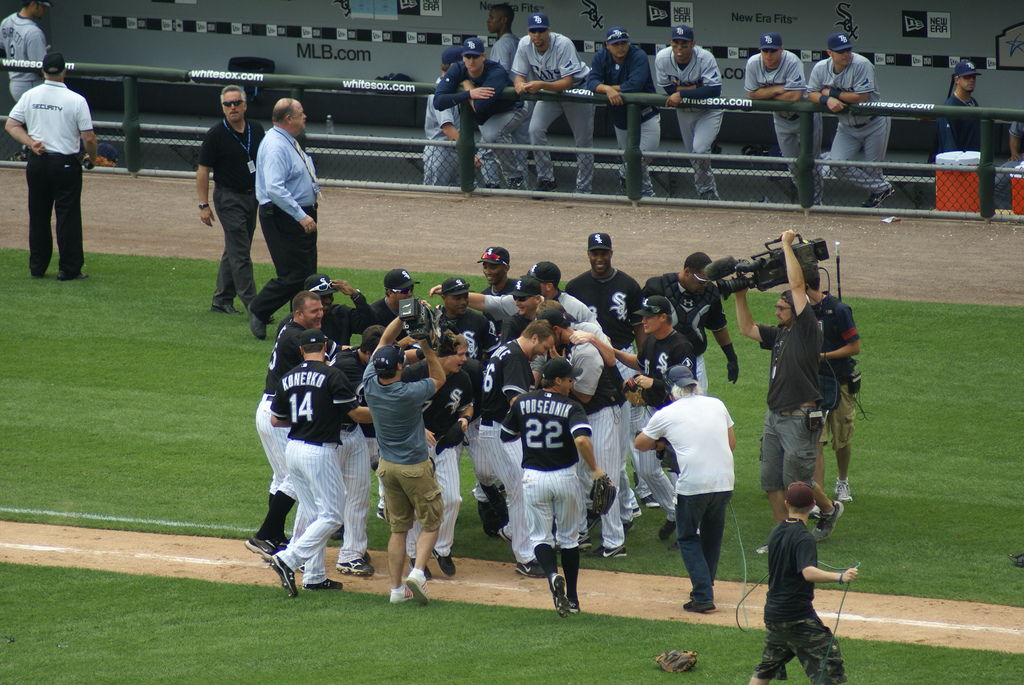
2009年7月23日、シカゴ・ホワイトソックス対タンパベイ・レイズ戦で、ホワイトソックスのマーク・バーリーがメジャーリーグベースボール18人目の完全試合を達成した際、偉業を称えて喜ぶチームメイト達。後方のベンチではレイズの選手達が肩を落としている

完全試合（かんぜんじあい、かんぜんしあい）とは、野球やソフトボールの試合における記録のひとつで、相手チームの打者を一度も出塁させずに勝利することである。パーフェクトゲーム（英: perfect game）やパーフェクト（西: perfecto）とも呼ばれる。
野球（高校生以上）では少なくとも9イニング27人、ソフトボールでは少なくとも7イニング21人の打者を全て凡退させて、その時点で勝利する必要がある。安打はもちろんのこと、四死球や失策なども許されない。延長戦に突入した場合は、試合に勝つまで継続して走者を出さないことが達成条件となる。ただし延長タイブレークに突入した場合は、完全試合は認められなくなる。
9イニング制の場合、完全試合を達成するための最少投球数は27球で、これは全ての打者が初球を凡打した場合に達成される。
完全を継続したまま引き分けた場合や、コールドゲームによる勝利、没収試合の宣告による勝ち、または負けの場合は公式の記録とは認められず、参考記録として扱われる。四死球や失策などで出塁を許しながらも無安打無失点に抑えた場合はノーヒットノーラン、安打で出塁を許しても一人も生還させなかった場合は完封となる。
「完全試合」という用語は単に本項目で説明する野球の記録の名称であり、最高得点が決まっている記録での百点満点などという意味はない。本項目では、野球用語としての「完全試合」を述べる。野球以外は「他競技での用法」を参照のこと。

## メジャーリーグベースボール
メジャーリーグベースボール（MLB）は、完全試合を以下のように定義している。
この条件を満たした完全試合は19世紀に2度、20世紀に14度、21世紀に8度の計24度が記録されている。1876年に最初のメジャーリーグとしてナショナルリーグが創設されて以来147シーズンで24度ということは、単純計算では6年ほどに一度の割合ということになる。ただし1980年代に入ってからは、それ以前より達成頻度が上がっている。1922年にチャーリー・ロバートソンが達成してから30年以上完全試合が出なかった時期がある一方で、2009年から2012年にかけての4年間で6度も達成されたこともある。特に2012年には1年で3度の完全試合があり、これは史上最多である。完全試合数が達成されやすくなってきている原因としては、三振数が増加傾向にあるため打球がインプレイになりにくくなり、守備のミスによる出塁の機会が減っていることや、1961年以降のエクスパンションによって球団数が16から30まで増えたことで試合数も増加する一方、優れた実力を持つ選手が1球団に集中しにくくなったことなどが挙げられる。
上記の定義のとおり継投による完全試合も認められるが、これまでMLBで達成されたものはいずれも一人の投手によるものであり、継投によるものはない。達成者の顔ぶれを見ても、アメリカ野球殿堂入りした投手もいれば、通算勝利数が50に満たないうえに負け越している投手もいて、彼らの実績は一定していない。2010年にはニュージャージー工科大学准教授のBruce Bukietが数理モデルを用いた分析をしており、その結果によれば通算311勝で殿堂入りのトム・シーバーは完全試合達成の可能性が史上7番目に高かったというが、シーバーも彼より上の6投手も実際には達成できていない。史上唯一となるポストシーズンでの完全試合を1956年のワールドシリーズ第5戦で成し遂げたドン・ラーセンも、殿堂入りはおろかオールスター選出経験すら一度もない投手である。また、同じ投手が複数回達成したこともない。審判員ではテッド・バレットが、完全試合での球審を2度（1999年のデビッド・コーンによるものと、2012年のマット・ケインによるもの）務めたことがある。捕手ではロン・ハシーが、1981年にインディアンズでレン・バーカーの完全試合、1991年にエクスポズでデニス・マルティネスの完全試合の双方に先発捕手として立ち会っており、2度の完全試合達成に関わった唯一の捕手となっている。
2010年に完全試合を成し遂げたダラス・ブレイデンは、自分の前に達成したマーク・バーリーから「これがしきたりかどうかは分からないんだけど、ようこそ（完全試合）クラブへ」と祝福の電話をもらったという。
| 達成日         | 投手                         | 所属                           | スコア | 対戦相手                         | 球場                                             |
| -------------- | ---------------------------- | ------------------------------ | ------ | -------------------------------- | ------------------------------------------------ |
| 1880年06月12日 | リー・リッチモンド           | ウースター・ルビーレッグス     | 1-0    | クリーブランド・ブルース         | ウースター・アグリカルチュラル・フェアグラウンズ |
| 1880年06月17日 | モンテ・ウォード             | プロビデンス・グレイズ         | 5-0    | バッファロー・バイソンズ         | メッサー・ストリート・グラウンズ                 |
| 1904年05月05日 | サイ・ヤング                 | ボストン・アメリカンズ         | 3-0    | フィラデルフィア・アスレチックス | ハンティントン・アベニュー・グラウンズ           |
| 1908年10月02日 | アディ・ジョス               | クリーブランド・ナップス       | 1-0    | シカゴ・ホワイトソックス         | リーグ・パーク                                   |
| 1922年04月30日 | チャーリー・ロバートソン     | シカゴ・ホワイトソックス       | 2-0    | デトロイト・タイガース           | ネビン・フィールド                               |
| 1956年10月08日 | ドン・ラーセン               | ニューヨーク・ヤンキース       | 2-0    | ブルックリン・ドジャース         | ヤンキー・スタジアム                             |
| 1964年06月21日 | ジム・バニング               | フィラデルフィア・フィリーズ   | 6-0    | ニューヨーク・メッツ             | シェイ・スタジアム                               |
| 1965年09月09日 | サンディー・コーファックス   | ロサンゼルス・ドジャース       | 1-0    | シカゴ・カブス                   | ドジャー・スタジアム                             |
| 1968年05月08日 | キャットフィッシュ・ハンター | オークランド・アスレチックス   | 4-0    | ミネソタ・ツインズ               | オークランド・アラメダ・カウンティ・コロシアム   |
| 1981年05月15日 | レン・バーカー               | クリーブランド・インディアンス | 3-0    | トロント・ブルージェイズ         | クリーブランド・スタジアム                       |
| 1984年09月30日 | マイク・ウィット             | カリフォルニア・エンゼルス     | 1-0    | テキサス・レンジャーズ           | アーリントン・スタジアム                         |
| 1988年09月16日 | トム・ブラウニング           | シンシナティ・レッズ           | 3-0    | ロサンゼルス・ドジャース         | リバーフロント・スタジアム                       |
| 1991年07月28日 | デニス・マルティネス         | モントリオール・エクスポズ     | 3-0    | ロサンゼルス・ドジャース         | ドジャー・スタジアム                             |
| 1994年07月28日 | ケニー・ロジャース           | テキサス・レンジャーズ         | 4-0    | カリフォルニア・エンゼルス       | ザ・ボールパーク・イン・アーリントン             |
| 1998年05月17日 | デビッド・ウェルズ           | ニューヨーク・ヤンキース       | 4-0    | ミネソタ・ツインズ               | ヤンキー・スタジアム                             |
| 1999年07月18日 | デビッド・コーン             | ニューヨーク・ヤンキース       | 6-0    | モントリオール・エクスポズ       | ヤンキー・スタジアム                             |
| 2004年05月18日 | ランディ・ジョンソン         | アリゾナ・ダイヤモンドバックス | 2-0    | アトランタ・ブレーブス           | ターナー・フィールド                             |
| 2009年07月23日 | マーク・バーリー             | シカゴ・ホワイトソックス       | 5-0    | タンパベイ・レイズ               | USセルラー・フィールド                           |
| 2010年05月09日 | ダラス・ブレイデン           | オークランド・アスレチックス   | 4-0    | タンパベイ・レイズ               | オークランド・アラメダ・カウンティ・コロシアム   |
| 2010年05月29日 | ロイ・ハラデイ               | フィラデルフィア・フィリーズ   | 1-0    | フロリダ・マーリンズ             | サンライフ・スタジアム                           |
| 2012年04月21日 | フィリップ・ハンバー         | シカゴ・ホワイトソックス       | 4-0    | シアトル・マリナーズ             | セーフコ・フィールド                             |
| 2012年06月13日 | マット・ケイン               | サンフランシスコ・ジャイアンツ | 10-0   | ヒューストン・アストロズ         | AT&Tパーク                                       |
| 2012年08月15日 | フェリックス・ヘルナンデス   | シアトル・マリナーズ           | 1-0    | タンパベイ・レイズ               | セーフコ・フィールド                             |
| 2023年06月28日 | ドミンゴ・ヘルマン           | ニューヨーク・ヤンキース       | 11-0   | オークランド・アスレチックス     | オークランド・アラメダ・カウンティ・コロシアム   |

### 参考
さまざまな理由で完全試合を逃した例がある。
一度は完全試合として認定されながら後に取り消された例

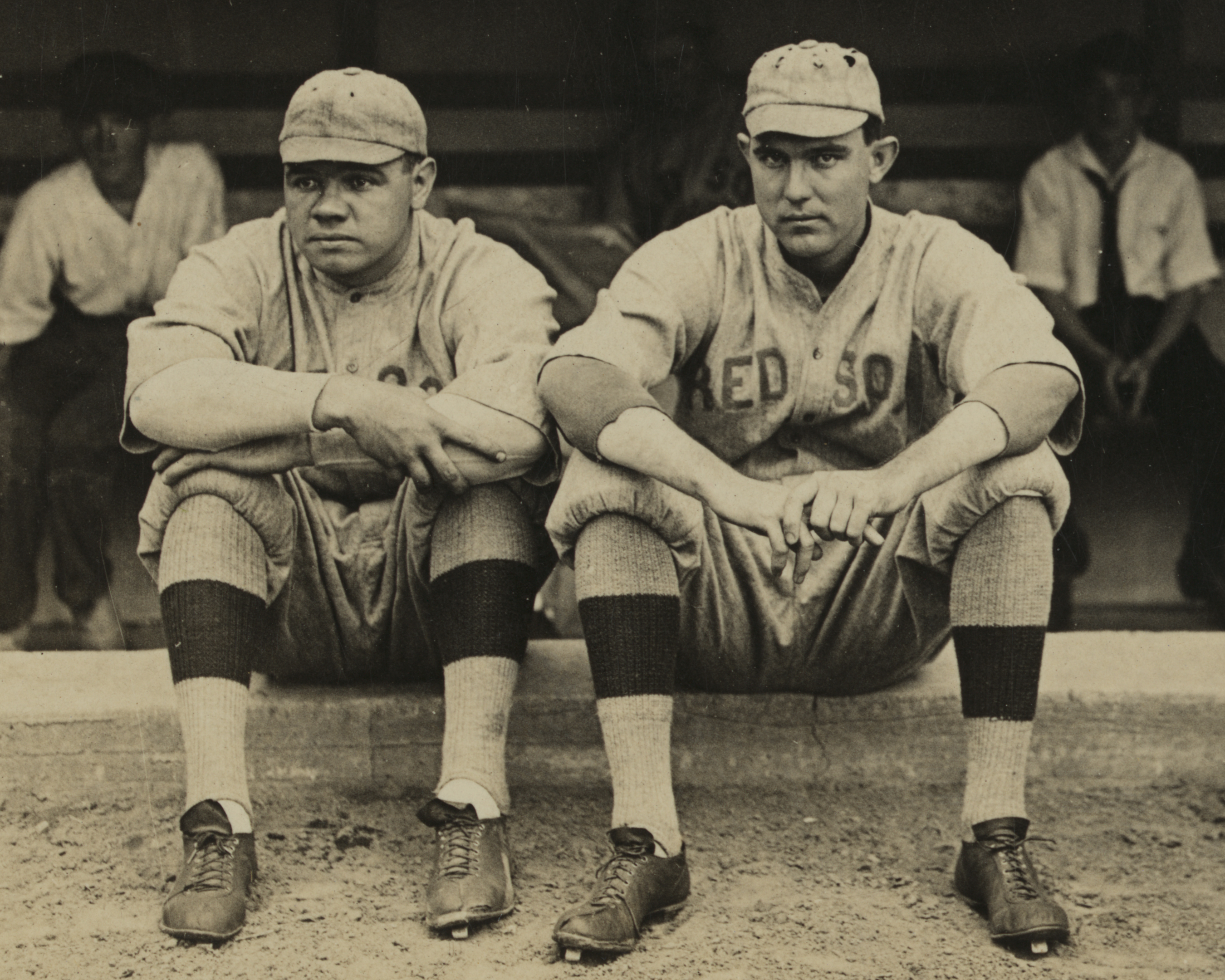
アーニー・ショア（右）とベーブ・ルース

以前は完全試合として認められていながら、条件を満たしていなかったとして後に認定取り消しになった事例が2つある。
- 1917年6月23日のボストン・レッドソックスとワシントン・セネターズとの試合で、レッドソックスの先発投手ベーブ・ルースがセネターズの先頭打者レイ・モーガン（英語版）を与四球で出塁させたあと、判定への不満から球審に抗議して退場処分となった。その後、2番手として登板したアーニー・ショア（英語版）が、モーガンの盗塁死のあと試合終了まで26打者を全て凡退させた。これは当初はショアによる完全試合と認定されていたが、1991年にルースとショアの継投によるノーヒットノーランに訂正された[11]。
- 1959年5月26日のピッツバーグ・パイレーツとミルウォーキー・ブレーブスとの試合で、パイレーツの先発投手ハービー・ハディックス（英語版）はブレーブス打線を9回終了まで完全に抑えたものの、味方打線も無得点だったためそのまま延長戦に入った。ハディックスはその後も後続を完全に抑え続け、延長12回終了まで36打者を連続して凡退させたが、延長13回に先頭打者フェリックス・マンティーヤ（英語版）を三塁手  ドン・ホーク（英語版）の送球エラーで出塁させ、この回でサヨナラ負けを喫した。この試合は当初、最初の9イニングを完全に抑えたため完全試合と認定されていたが、完全試合の要件が変更された1991年に取り消された[12]。

9回終了まで完全に抑えながら延長で完全試合を逃した例
| 達成日         | 投手                   | 所属                       | スコア | 対戦相手                   | 球場                                   | 備考                                 |
| -------------- | ---------------------- | -------------------------- | ------ | -------------------------- | -------------------------------------- | ------------------------------------ |
| 1959年05月26日 | ハービー・ハディックス | ピッツバーグ・パイレーツ   | 0-1    | ミルウォーキー・ブレーブス | ミルウォーキー・カウンティ・スタジアム | 詳細は上記                           |
| 1995年06月03日 | ペドロ・マルティネス   | モントリオール・エクスポズ | 1-0    | サンディエゴ・パドレス     | ジャック・マーフィー・スタジアム       | 10回無死からビップ・ロバーツに初安打 |

9回2死まで完全に抑えながら完全試合を逃した例
| 達成日         | 投手                   | 所属                           | スコア | 対戦相手                       | 球場                                            | 備考                                                                                      |
| -------------- | ---------------------- | ------------------------------ | ------ | ------------------------------ | ----------------------------------------------- | ----------------------------------------------------------------------------------------- |
| 1908年07月04日 | フックス・ワイルズ     | ニューヨーク・ジャイアンツ     | 1-0    | フィラデルフィア・フィリーズ   | ポロ・グラウンズ                                | ジョージ・マッキランに初死球 ノーヒットノーランは達成（延長10回）                         |
| 1932年08月05日 | トミー・ブリッジス     | デトロイト・タイガース         | 13-0   | ワシントン・セネターズ         | ネビン・フィールド                              | デーブ・ハリスに初安打                                                                    |
| 1958年06月27日 | ビリー・ピアース       | シカゴ・ホワイトソックス       | 3-0    | ワシントン・セネターズ         | コミスキー・パーク                              | エド・フィッツ・ジェラルドに初安打                                                        |
| 1972年09月02日 | ミルト・パパス         | シカゴ・カブス                 | 8-0    | サンディエゴ・パドレス         | リグレー・フィールド                            | ラリー・スタールに初四球 ノーヒットノーランは達成                                         |
| 1983年04月15日 | ミルト・ウィルコックス | デトロイト・タイガース         | 6-0    | シカゴ・ホワイトソックス       | コミスキー・パーク                              | ジェリー・ヘアストン・シニアに初安打                                                      |
| 1988年05月02日 | ロン・ロビンソン       | シンシナティ・レッズ           | 3-2    | モントリオール・エクスポズ     | リバーフロント・スタジアム                      | ウォレス・ジョンソンに初安打 後続にも打たれ降板                                           |
| 1989年08月04日 | デーブ・スティーブ     | トロント・ブルージェイズ       | 2-1    | ニューヨーク・ヤンキース       | スカイドーム                                    | ロベルト・ケリーに初安打 後続にも打たれ完封も逃す                                         |
| 1990年04月20日 | ブライアン・ホルマン   | シアトル・マリナーズ           | 6-1    | オークランド・アスレチックス   | オークランド・アラメダ・ カウンティ・コロシアム | ケン・フェルプスに初本塁打 完封も逃す                                                     |
| 2001年09月02日 | マイク・ムッシーナ     | ニューヨーク・ヤンキース       | 1-0    | ボストン・レッドソックス       | フェンウェイ・パーク                            | カール・エバレットに初安打                                                                |
| 2010年06月02日 | アーマンド・ガララーガ | デトロイト・タイガース         | 3-0    | クリーブランド・インディアンス | コメリカ・パーク                                | ジェイソン・ドナルドに初安打 （安打の判定を下した一塁塁審が試合終了直後に誤審を認め謝罪） |
| 2013年04月02日 | ダルビッシュ有         | テキサス・レンジャーズ         | 7-0    | ヒューストン・アストロズ       | ミニッツメイド・パーク                          | マーウィン・ゴンザレスに初安打 直後に降板                                                 |
| 2013年09月06日 | ヤスメイロ・ペティット | サンフランシスコ・ジャイアンツ | 3-0    | アリゾナ・ダイヤモンドバックス | AT&Tパーク                                      | エリック・チャベスに初安打                                                                |
| 2015年06月20日 | マックス・シャーザー   | ワシントン・ナショナルズ       | 6-0    | ピッツバーグ・パイレーツ       | ナショナルズ・パーク                            | ホセ・タバタに初死球 ノーヒットノーランは達成                                             |

無安打無四死球無失策を達成しながら振り逃げで完全試合を逃した例
| 達成日        | 投手             | 所属                     | スコア | 対戦相手             | 球場               | 備考 |
| ------------- | ---------------- | ------------------------ | ------ | -------------------- | ------------------ | --- |
| 2021年05月5日 | ジョン・ミーンズ | ボルチモア・オリオールズ | 6-0    | シアトル・マリナーズ | T-モバイル・パーク | 3回1死にサム・ハガーティーが振り逃げで出塁 ハガーティーの二盗失敗により「打者27人でのノーヒットノーラン」達成 |

短縮試合により参考記録とされている例
| 達成日         | 投手               | 所属                             | スコア | 対戦相手                   | 中断回 | 備考 |
| -------------- | ------------------ | -------------------------------- | ------ | -------------------------- | ------ | --- |
| 1907年08月11日 | エド・カルガー     | セントルイス・カージナルス       | 4-0    | ボストン・ドーブス         | 7      | ダブルヘッダー第2戦が7回で終了した事による。 当時、試合会場のロビソン・フィールドに照明施設が無かったため、 第2戦は7回で終了する事が事前に両チームにより申し合わせられていた。 なお、カルガーはダブルヘッダー第1戦にも先発し、12-0で完投勝利。 |
| 1907年10月05日 | ルーベ・ビッカース | フィラデルフィア・アスレチックス | 4-0    | ワシントン・セネタース     | 5      | ダブルヘッダー第2戦が日没により終了した事による。 なお、ビッカースはダブルヘッダー第1戦にも4番手で継投、 延長15回のうち12回を投げ切って4-2で勝ち投手となる。                                                                                   |
| 1967年08月06日 | ディーン・チャンス | ミネソタ・ツインズ               | 2-0    | ボストン・レッドソックス   | 5      | レインアウトによる試合終了。 この年のチャンスは8月25日のインディアンス戦でもノーヒッターを記録、 レッドソックス監督のディック・ウィリアムズをして、「雨天終了でなければ、 チャンスは完全試合を達成していただろう」と言わしめた。               |
| 1984年04月21日 | デビッド・パーマー | モントリオール・エクスポズ       | 4-0    | セントルイス・カージナルス | 5      | ダブルヘッダー第2戦のレインアウトによる試合終了。 パーマーは肘の故障により82年以降勝ち星から遠ざかっており、 これが2年ぶりの勝利であった。 |

### 学生野球での事例
アメリカの学生野球では次のような記録が残されている。
- 2006年5月19日 - ハイランド・パーク高等学校（英語版）対ノース・ウェスト高等学校（英語版）戦 - ハイランド・パーク高校のクレイトン・カーショウが、ノース・ウェスト高校の先頭打者から15人を連続三振に討ち取り、5回終了時点で13-0であった為、マーシー・ルール（日本でいうコールドゲーム）の適用で5回コールドとなった。マーシー・ルールの下での完全試合は参考記録となるが、カーショウの記録は全米史上初の全打者を三振とする形での完全試合であった事が特筆される[17]。
- 2016年5月12日 - セント・エドワード高等学校（英語版）対ジョン・マーシャル高等学校（英語版）戦 - セント・エドワード高校のジャレット・エドワーズがジョン・マーシャル高校の先頭打者から15人を連続三振に討ち取り、5回終了時点で10-0であった為、マーシー・ルールの適用で5回コールドとなった[18]。マーシー・ルールの下での記録の為公式には参考記録となるが、オハイオ州はエドワーズの事績を公式記録として認定した[19]。
- 2017年4月11日 - チャタヌーガ・クリスチャン・スクール（英語版）対ノートルダム高等学校（英語版）戦 - チャタヌーガ・クリスチャン校のマシュー・マーサーにより達成。10-0でマーシー・ルールの適用で5回コールドとなる。なお、マーサーは同年4月4日のブレッドソー郡立高校戦でも14-0のスコアで5回コールドでの完全試合を達成しており、2試合連続でマーシー・ルール下の完全試合を達成するという偉業を成し遂げた[20]。
- 1957年8月23日 - 1957年のリトルリーグ・ワールドシリーズ決勝戦（英語版） ヌエボ・レオン州モンテレイ(メキシコ)対カリフォルニア州ラ・メサ戦 - モンテレイの両投げ投手であるエンジェル・マシアス[21]が、ラ・メサの全18人の打者の内11人を三振に打ち取り達成[22]。リトルリーグ・ワールドシリーズで唯一の完全試合となっている[23][22]。モンテレイの勝利はリトルリーグ・ワールドシリーズで米国外のチームが優勝した初の事例であり、脚本家のW・ウィリアム・ウィノカーは「この事績の衝撃は、1980年レークプラシッドオリンピックのアイスホッケー競技にて米国チームがソ連チームを打ち破った事績(氷上の奇跡)を上回っていた」として、2008年の映画『ザ・パーフェクトゲーム（英語版）』の脚本を執筆した[23]。マシアスはその後野手に転向し、1962年から1974年に掛けてカリフォルニアリーグやリーガ・メヒカーナ・デ・ベイスボル等でプロ選手として活動[21]。1969年にはレイノサ・ブロンコスの優勝に貢献[24]し、引退後はメキシコのアマチュア野球で指導者として活動した[22]。

## 日本野球

### プロ野球
日本プロ野球 (NPB) では、これまで16度16人によって記録されている。参考記録としてコールドゲームによるものが1度記録されている。
上述のMLBにおける定義と異なりNPBでは継投での完全試合達成は記録されない（参考記録かつチームの記録となる。当該項も参照）。
なお、2025年時点で延長で完全試合を達成したものは一人もいない。
チーム名・球場名は達成当時のもの。
| 達成日         | 投手         | 所属   | スコア | 対戦相手   | 球場                 | 備考 |
| -------------- | ------------ | ------ | ------ | ---------- | -------------------- | --- |
| 1950年06月28日 | 藤本英雄     | 巨人   | 4-0    | 西日本     | 青森市営野球場       | - NPB史上最年長記録（32歳1ヶ月） - 投球数は96球。マダックス（100球未満完封）。 |
| 1955年06月19日 | 武智文雄     | 近鉄   | 1-0    | 大映       | 大阪球場             | 同年8月30日の大映戦でも9回1死までパーフェクトに抑えている。 |
| 1956年09月19日 | 宮地惟友     | 国鉄   | 6-0    | 広島       | 石川県営兼六園野球場 | 最小投球数（79球） |
| 1957年08月21日 | 金田正一     | 国鉄   | 1-0    | 中日       | 中日球場             | 抗議と観客乱入で9回1死から43分間中断、 NPBでの達成者では唯一の左腕投手 |
| 1958年07月19日 | 西村貞朗     | 西鉄   | 1-0    | 東映       | 駒澤野球場           | |
| 1960年08月11日 | 島田源太郎   | 大洋   | 1-0    | 大阪       | 川崎球場             | セ・リーグ史上最年少記録（20歳11ヶ月） |
| 1961年06月20日 | 森滝義巳     | 国鉄   | 1-0    | 中日       | 後楽園球場           | |
| 1966年05月01日 | 佐々木吉郎   | 大洋   | 1-0    | 広島       | 広島市民球場         | 元々は小野正一が登板予定だったが、アテ馬目的で1回終了時点で交代予定だった |
| 1966年05月12日 | 田中勉       | 西鉄   | 2-0    | 南海       | 大阪球場             | 1シーズン2人目の達成を果たした唯一の例 |
| 1968年09月14日 | 外木場義郎   | 広島   | 2-0    | 大洋       | 広島市民球場         | セ・リーグタイ記録となる1試合16奪三振も記録 |
| 1970年10月06日 | 佐々木宏一郎 | 近鉄   | 3-0    | 南海       | 大阪球場             | 大阪球場でのプロ野球の完全試合は3度目（最多） |
| 1971年08月21日 | 高橋善正     | 東映   | 4-0    | 西鉄       | 後楽園球場           | |
| 1973年10月10日 | 八木沢荘六   | ロッテ | 1-0    | 太平洋     | 宮城球場             | - カウントが「3ボール」までいかなかった唯一のケース - プロ初完封が完全試合（史上初） |
| 1978年08月31日 | 今井雄太郎   | 阪急   | 5-0    | ロッテ     | 宮城球場             | - NPB史上初の指名打者制度ありでの達成 - 昭和最後の完全試合 |
| 1994年05月18日 | 槙原寛己     | 巨人   | 6-0    | 広島       | 福岡ドーム           | - 史上初にして現時点で唯一のドーム球場での達成 - 初の人工芝グラウンドでの達成 - 平成初にして唯一の達成 - 20世紀最後の完全試合                                                                |
| 2022年04月10日 | 佐々木朗希   | ロッテ | 6-0    | オリックス | ZOZOマリンスタジアム | - NPB史上最年少記録（20歳5か月） - 令和ならびに21世紀初の完全試合 - 通算14試合目の登板での達成（史上最速） - プロ初完投が完全試合（史上初） - NPBタイ記録の19奪三振、NPB記録の13者連続奪三振 |

備考
ファウルフライ落球による失策を含む試合を完全試合とするかどうかについて、日本において完全試合はチームの記録ではなく「投手の記録」であると考えている面もあり、日本プロ野球のルール上では曖昧になっているが、1981年のセ・パ記録部申し合わせ事項でファウルフライの失策があっても完全試合は成立することが確認されている。メジャーリーグでは「チームの記録」との側面もあり、失策が記録されれば完全試合とは見なされなかったが、1991年以降は定義が緩和されて完全試合として認められている。

### 独立リーグ
独立リーグでは、リーグ準加盟球団を対戦相手とした公式戦での達成が1例ある。
| 達成日        | 投手     | 所属   | スコア | 対戦相手 | 球場               | 備考                                          |
| ------------- | -------- | ------ | ------ | -------- | ------------------ | --------------------------------------------- |
| 2024年06月9日 | 松江優作 | 火の国 | 11-0   | 佐賀     | ひぜしんスタジアム | 九州アジアリーグ公式戦 佐賀はリーグ準加盟球団 |

これとは別にリーグ側で公式戦の一環として実施されるNPB3軍との交流戦で、NPB選手による達成の例がある。
| 達成日         | 投手     | 所属         | スコア | 対戦相手 | 球場         | 備考                                        |
| -------------- | -------- | ------------ | ------ | -------- | ------------ | ------------------------------------------- |
| 2019年04月16日 | 渡辺健史 | ソフトバンク | 3-0    | 高知     | 高知市野球場 | NPBと四国アイランドリーグplusの交流戦で記録 |

このほか、参考記録として以下がある。
| 達成日         | 投手     | 所属   | スコア | 対戦相手 | 球場               | 備考                                                                     |
| -------------- | -------- | ------ | ------ | -------- | ------------------ | ------------------------------------------------------------------------ |
| 2021年08月11日 | 山本雅士 | 神奈川 | 5-0    | 新潟     | 星槎中井スタジアム | ベースボール・チャレンジ・リーグ公式戦 7イニング制ダブルヘッダー第一試合 |

### 社会人野球
社会人野球の全国大会では都市対抗野球大会で2度、社会人野球日本選手権大会で1度記録されている。

#### 都市対抗野球
| 開催年 | 回     | 投手     | 所属                 | スコア | 対戦相手               | 試合  | 球場             |
| ------ | ------ | -------- | -------------------- | ------ | ---------------------- | ----- | ---------------- |
| 1957年 | 第28回 | 村上峻介 | 二瀬町・日鉄二瀬     | 1-0    | 高砂市・鐘化カネカロン | 1回戦 | 後楽園球場       |
| 2011年 | 第82回 | 森内壽春 | 仙台市・JR東日本東北 | 4-0    | 横浜市・三菱重工横浜   | 1回戦 | 京セラドーム大阪 |

#### 日本選手権
| 開催年 | 回     | 投手     | 所属         | スコア | 対戦相手       | 試合   | 球場             |
| ------ | ------ | -------- | ------------ | ------ | -------------- | ------ | ---------------- |
| 2017年 | 第43回 | 西村祐太 | JR東日本東北 | 2-0    | 新日鉄住金広畑 | １回戦 | 京セラドーム大阪 |

### 大学野球

#### 全日本大学野球選手権
全日本大学野球選手権大会では、これまで4度記録されている。
| 開催年 | 回     | 投手       | 所属大学（所属連盟） | スコア | 対戦校（所属連盟）     | 試合   |
| ------ | ------ | ---------- | -------------------- | ------ | ---------------------- | ------ |
| 1965年 | 第14回 | 芝池博明   | 専修大学（東都）     | 6-0    | 東海大学（首都）       | 準決勝 |
| 1969年 | 第18回 | 久保田美郎 | 関西大学（関西）     | 5-0    | 千葉商科大学（千葉）   | 1回戦  |
| 1976年 | 第25回 | 森繁和     | 駒澤大学（東都）     | 2-0    | 近大工学部（広島六）   | 1回戦  |
| 2004年 | 第53回 | 一場靖弘   | 明治大学（東京六）   | 2-0    | 広島経済大学（広島六） | 2回戦  |

#### 東京六大学野球
東京六大学野球では、これまで3度記録されている。
| 開催年 | 開催       | 投手     | 所属大学     | スコア | 対戦校   |
| ------ | ---------- | -------- | ------------ | ------ | -------- |
| 1964年 | 春季リーグ | 渡辺泰輔 | 慶應義塾大学 | 1-0    | 立教大学 |
| 2000年 | 秋季リーグ | 上重聡   | 立教大学     | 7-0    | 東京大学 |
| 2013年 | 春季リーグ | 高梨雄平 | 早稲田大学   | 3-0    | 東京大学 |

#### 東都大学野球
東都大学野球では、1部リーグ・2部リーグ・3部リーグでそれぞれ2回ずつ記録されている。

##### 1部リーグ戦
| 開催年 | 開催       | 投手     | 所属大学 | 対戦校   |
| ------ | ---------- | -------- | -------- | -------- |
| 1953年 | 秋季リーグ | 河内忠吾 | 日本大学 | 駒澤大学 |
| 1955年 | 春季リーグ | 島津四郎 | 日本大学 | 駒澤大学 |

##### 2部リーグ戦
| 開催年 | 開催       | 投手     | 所属大学     | 対戦校   |
| ------ | ---------- | -------- | ------------ | -------- |
| 1965年 | 秋季リーグ | 渡辺一雄 | 東京農業大学 | 不明     |
| 2002年 | 秋季リーグ | 梅津智弘 | 國學院大學   | 拓殖大学 |

##### 3部リーグ戦
| 開催年 | 開催       | 投手     | 所属大学     | 対戦校 |
| ------ | ---------- | -------- | ------------ | ------ |
| 1955年 | 秋季リーグ | 林茂     | 青山学院大学 | 不明   |
| 1961年 | 春季リーグ | 大石泰章 | 亜細亜大学   | 不明   |

#### 首都大学野球
首都大学野球リーグ戦では、これまで2度記録されている。
| 開催年 | 開催       | 投手     | 所属大学 | スコア | 対戦校       |
| ------ | ---------- | -------- | -------- | ------ | ------------ |
| 1969年 | 春季リーグ | 上田二郎 | 東海大学 | 不明   | 成城大学     |
| 2015年 | 春季リーグ | 丸山泰資 | 東海大学 | 5-0    | 日本体育大学 |

#### 関甲新学生野球連盟
関甲新学生野球連盟のリーグ戦では、これまで1度だけ記録されている。
| 開催年 | 開催       | 投手     | 所属大学         | スコア | 対戦校       |
| ------ | ---------- | -------- | ---------------- | ------ | ------------ |
| 2021年 | 秋季リーグ | 桐敷拓馬 | 新潟医療福祉大学 | 6-0    | 平成国際大学 |

#### 関西学生野球連盟
関西学生野球連盟のリーグ戦では、2度記録されている。
| 開催年 | 開催       | 投手     | 所属大学   | 対戦校   |
| ------ | ---------- | -------- | ---------- | -------- |
| 2004年 | 春季リーグ | 染田賢作 | 同志社大学 | 京都大学 |
| 2017年 | 秋季リーグ | 山本隆広 | 関西大学   | 近畿大学 |

#### 北東北大学野球連盟
北東北大学野球連盟のリーグ戦では、2度記録されている。
| 開催年 | 開催       | 投手     | 所属大学 | スコア | 対戦校           |
| ------ | ---------- | -------- | -------- | ------ | ---------------- |
| 2017年 | 秋季リーグ | 鈴木翔天 | 富士大学 | 4-0    | 八戸工業大学     |
| 2021年 | 春季リーグ | 金村尚真 | 富士大学 | 2-0    | ノースアジア大学 |

### 高校野球
甲子園球場で行われる高校野球（硬式）の全国大会では選抜高等学校野球大会（春のセンバツ）で2度記録されているが、全国高等学校野球選手権大会（夏の甲子園）ではいまだ達成者がいない。明治神宮野球大会（秋季高校野球）でも本大会では達成者がおらず、ノーヒットノーランが一度記録されたのみとなっている。
なお、春・夏・秋のいずれも地方大会では完全試合が複数回記録されているが、特筆に値する事績としては江川卓（作新学院）による1971年・1972年夏の栃木県予選での2年連続2回の達成、岡崎淳二（川越商高）による1989年・1990年夏の埼玉県予選での2年連続2回の達成、参考記録では1993年夏の北北海道大会釧根地区予選で根室高の橘啓介が記録した5回コールド・15連続奪三振による達成などが挙げられる。
このほか、軟式の全国大会でも2度記録されている。

#### 選抜高等学校野球大会
| 開催年 | 回     | 投手     | 所属校       | スコア | 対戦校         | 試合  |
| ------ | ------ | -------- | ------------ | ------ | -------------- | ----- |
| 1978年 | 第50回 | 松本稔   | 前橋（群馬） | 1-0    | 比叡山（滋賀） | 1回戦 |
| 1994年 | 第66回 | 中野真博 | 金沢（石川） | 3-0    | 江の川（島根） | 1回戦 |

#### 全国高等学校軟式野球選手権大会
| 開催年 | 回     | 投手     | 所属校           | スコア | 対戦校             | 試合  | 球場         |
| ------ | ------ | -------- | ---------------- | ------ | ------------------ | ----- | ------------ |
| 2009年 | 第54回 | 小林雄太 | 名城大付（愛知） | 7-0    | 初芝富田林（大阪） | 1回戦 | 高砂市野球場 |
| 2011年 | 第56回 | 下田巧   | 中京（岐阜）     | 4-0    | 河浦（熊本）       | 2回戦 | 高砂市野球場 |

### リトルリーグ
6回制で行われるリトルリーグでは、ザバスカップ第46回全日本リトルリーグ野球選手権大会で1度記録されているのが確認できる。ただし、これ以外にも達成者がいる可能性はある。
| 年月日         | 回     | 投手     | 所属                       | スコア | 対戦相手                    | 試合  | 球場                  | 備考                       |
| -------------- | ------ | -------- | -------------------------- | ------ | --------------------------- | ----- | --------------------- | -------------------------- |
| 2012年06月30日 | 第46回 | 伊藤英二 | 仙台東リーグ （東北連盟1） | 1-0    | 広島佐伯リーグ （中国連盟） | 1回戦 | 江戸川区臨海第2球技場 | 18アウトすべてを三振で達成 |

## 韓国野球
韓国野球委員会では、現在のところ達成事例が一度もない。
参考記録
2022年4月2日の対NCダイノス1回戦（昌原NCパーク）において、SSGランダースの先発ウィルマー・フォントは9回を投げて打者27人に対し完全投球を達成したが、ランダース打線も得点できず0-0のまま延長戦に突入し、フォントも9回無失点で降板したため完全試合とはならなかった。試合は延長10回表にランダースが4点を勝ち越し、10回裏は2番手の金擇亨が1四球を出したのみの無失点で抑えたため、非公式ながら継投によるノーヒットノーランが記録された。

## 台湾野球
中華職業棒球大聯盟では、ライアン・ベルドゥーゴが唯一の完全試合を達成している。
| 達成日        | 投手                   | 所属           | スコア | 対戦相手       | 球場           |
| ------------- | ---------------------- | -------------- | ------ | -------------- | -------------- |
| 2018年10月7日 | ライアン・ベルドゥーゴ | 統一ライオンズ | 1-0    | 中信ブラザーズ | 台南市立野球場 |

## キューバの野球
国内リーグ"セリエ・ナシオナル・デ・ベイスボル"では、マエルス・ロドリゲスが唯一の完全試合を達成している。
| 達成日         | 投手                 | 所属                                   | スコア | 対戦相手                           | 球場                                     |
| -------------- | -------------------- | -------------------------------------- | ------ | ---------------------------------- | ---------------------------------------- |
| 1999年12月22日 | マエルス・ロドリゲス | ガジョス・デ・サンクティ・スピリトゥス | 1-0    | レニャドレス・デ・ラス・トゥーナス | エスタディオ・ホセ・アントニオ・ウエルガ |

## 国際試合
- 2023年3月13日 - 第5回 ワールド・ベースボール・クラシックの1次ラウンド・プールD、プエルトリコ対イスラエル戦で、プエルトリコ代表のホセ・デレオン、ヤックセル・リオス、エドウィン・ディアス、デュアン・アンダーウッド・ジュニアの4投手による継投で8回を完全投球した。味方打線も10得点でコールド勝ちとなり、8回参考記録ながら継投による完全試合を達成した[57][58]。
- 2024年3月7日 - 侍ジャパンシリーズ2024の日本対欧州代表の第2戦で、日本代表が金丸夢斗、中村優斗、松山晋也、渡辺翔太、隅田知一郎、種市篤暉の6投手による継投で完全試合を達成した[59]。

## 準完全試合
「準完全試合」は以下の2通りがある。メディアでは本来前者を指すことが多かったが、最近（2020年前後）は後者も含むことが多い。ただしいずれもNPB非公認の記録であることには注意。
- 安打・四死球・失策で走者を1人出したのみ、かつ完封試合[60]。
このパターンは2022年8月末現在、日本プロ野球の公式戦では完投によるものが47人によって52回[61]、継投によるものが3回記録されている。そのうち、ノーヒットノーランは16回（うち無四球で1失策の試合が2回）である。
- 四死球・失策で出した走者を刺すか併殺打に打ち取ったことで、打者27人残塁0でノーヒットノーラン。このパターンは4例が記録されている。

### 日本プロ野球
| 年月日         | 投手                       | 所属       | 相手         | 球場                           | 許した走者           | 備考                           |
| -------------- | -------------------------- | ---------- | ------------ | ------------------------------ | -------------------- | ------------------------------ |
| 2012年5月30日  | 杉内俊哉                   | 巨人       | 楽天         | 東京ドーム                     | 9回中島俊哉に四球    | 9回2死まで完全投球             |
| 2012年10月8日  | 西勇輝                     | オリックス | ソフトバンク | ヤフードーム                   | 5回松中信彦に四球    | 小久保裕紀の引退試合           |
| 2014年5月2日   | 岸孝之                     | 西武       | ロッテ       | 千葉マリンスタジアム           | 1回井口資仁に四球    |                                |
| 2014年8月15日  | 則本昂大                   | 楽天       | ロッテ       | コボスタ宮城                   | 7回加藤翔平に安打    |                                |
| 2015年3月28日  | クリス・ジョンソン         | 広島       | ヤクルト     | MAZDA Zoom-Zoom スタジアム広島 | 7回山田哲人に安打    | 来日初の公式戦登板での記録     |
| 2018年7月27日  | 山口俊                     | 巨人       | 中日         | 東京ドーム                     | 7回大島洋平に四球    |                                |
| 2018年10月14日 | 菅野智之                   | 巨人       | ヤクルト     | 明治神宮野球場                 | 7回山田哲人に四球    | クライマックスシリーズでの記録 |
| 2022年5月6日   | 大野雄大                   | 中日       | 阪神         | バンテリンドーム ナゴヤ        | 10回佐藤輝明に二塁打 | 10回2死まで完全投球            |
| 2022年6月7日   | 今永昇太                   | DeNA       | 日本ハム     | 札幌ドーム                     | 2回清宮幸太郎に四球  |                                |
| 2022年6月8日   | 與座海人 平良海馬 増田達至 | 西武       | 巨人         | ベルーナドーム                 | 7回吉川尚輝に安打    | 継投による記録 打者27人で終了  |
| 2022年6月18日  | 山本由伸                   | オリックス | 西武         | べルーナドーム                 | 5回外崎修汰に四球    |                                |

| 年月日            | 投手     | 所属         | スコア | 相手 | 球場             | 許した走者                          | 走塁死させた原因                                                          | 備考 |
| ----------------- | -------- | ------------ | ------ | ---- | ---------------- | ----------------------------------- | ------------------------------------------------------------------------- | ---- |
| 1971年08月19日(2) | 藤本和宏 | 広島         | 6-0    | 中日 | 広島市民球場     | 1回島谷金二に四球 9回江島巧に四球   | 1回木俣達彦を併殺打 9回新宅洋志を三邪飛、飛び出した江島が帰塁できずアウト |      |
| 1973年06月16日(2) | 高橋直樹 | 日拓         | 1-0    | 近鉄 | 後楽園球場       | 伊勢孝夫に四球                      | 伊勢が盗塁死                                                              |      |
| 1990年04月25日    | 柴田保光 | 日本ハム     | 3-0    | 近鉄 | 東京ドーム       | ジム・トレーバーに四球              | 金村義明を併殺打                                                          |      |
| 2022年05月11日    | 東浜巨   | ソフトバンク | 2-0    | 西武 | 福岡PayPayドーム | 2回中村剛也に四球 5回山川穂高に四球 | 2回栗山巧を併殺打 5回中村剛也を併殺打                                     |      |

### 選抜高校野球
| 年月日        | 投手       | 所属       | 相手     | 試合  | 許した走者 |
| ------------- | ---------- | ---------- | -------- | ----- | ---------- |
| 1991年3月28日 | 和田友貴彦 | 大阪桐蔭   | 仙台育英 | 1回戦 | 4回に四球  |
| 1992年4月2日  | 吉田道     | 東海大相模 | 南部     | 2回戦 | 5回に安打  |

### 全国高等学校野球選手権
| 年月日       | 投手     | 所属   | 相手     | 試合  | 許した走者   |
| ------------ | -------- | ------ | -------- | ----- | ------------ |
| 1981年8月9日 | 田子譲治 | 鳥取西 | 東奥義塾 | 1回戦 | 1回に安打    |
| 1982年8月8日 | 新谷博   | 佐賀商 | 木造     | 1回戦 | 9回2死に死球 |

### 社会人野球日本選手権大会
| 年月日        | 大会   | 投手     | チーム   | 相手       | 許した走者 |
| ------------- | ------ | -------- | -------- | ---------- | ---------- |
| 2016年11月6日 | 第42回 | 猿渡真之 | 大阪ガス | 鷺宮製作所 | １回に四球 |

## 他競技での用法
本来は野球用語であるが、「完全なる勝利」という意味合いで他のスポーツでも使用されることがある。最高得点が決まっている競技では百点満点のようにその得点を得た試合のことを示す。

### 最高得点が決まっている競技

#### ボクシング
プロボクシングにおいても、3人のジャッジがいずれもフルマーク（全ラウンド10点。12回戦なら120点）の判定勝利だった場合に、完全試合と表現することもある。

#### ボウリング
ボウリングにおける完全試合(パーフェクトゲーム)とは、12回の投球全てがストライクで、300点を記録した試合のことである。

### 最高得点では無い別の定義

#### サッカー
サッカーにおいて相手にシュートを1本も撃たせず勝利した試合を完全試合と呼ぶ場合もある。Jリーグ公式戦においては2023年9月までに例存在する。
- 2009年11月8日にカシマスタジアムで行われたJ1リーグ第31節鹿島アントラーズVSモンテディオ山形戦で鹿島がJリーグ史上初となる被シュートゼロで2-0勝利を挙げた試合を日刊スポーツが「完全試合」と表現した[64]。
- 2019年3月30日に町田市立陸上競技場で行われたJ2リーグ第6節FC町田ゼルビアVS愛媛FC戦で町田が1-0でJリーグ2例目、J2では初の完全試合を達成[65]。
- 2019年10月14日にNDソフトスタジアム山形で行われたJ2リーグ第36節モンテディオ山形VSFC岐阜戦で山形が2-0でJ2では2度目の完全試合を達成[66]。
- 2020年9月13日に長野Uスタジアムで行われたJ3リーグ第15節AC長野パルセイロVSセレッソ大阪U-23戦で長野が2-0でJ3では初の完全試合を達成。
- 2021年5月12日に豊田スタジアムで行われたJ1リーグ第21節名古屋グランパスVS鹿島アントラーズ戦で鹿島が2-0でJ1では2度目の完全試合を達成[67]。
- 2023年9月23日にケーズデンキスタジアム水戸で行われたJ2第36節水戸ホーリーホック対大分トリニータで大分が1-0でJ2では3例目の完全試合を達成[68][† 9]。

高校サッカーにおいては、青森山田が、2021年8月21日に日東シンコースタジアム丸岡サッカー場で行われた全国高校総体準決勝で静岡学園を、2022年1月11日に国立競技場で行われた全国高校選手権決勝で大津を、いずれも4-0で降す完全試合を達成している。
FIFAワールドカップにおいては、スペインが、2022年11月23日にアル・トゥマーマ・スタジアムで行われたカタールW杯1次リーグE組でコスタリカを7-0で降す完全試合を達成している。

#### 卓球
卓球の団体戦において、全マッチをストレートで勝利することを完全試合と呼ぶ。日本のTリーグにおいてはこれまでに男女それぞれ1度達成している。
- 2020年11月17日、木下マイスター東京が琉球アスティーダ相手に達成。
- 2022年9月23日、日本生命レッドエルフが京都カグヤライズ相手に達成。